# 2015年亞美尼亞反電力價格上升示威
2015年亞美尼亞反電力價格上升示威，是指亚美尼亚在2015年因電力價格上升而發生的示威活動。這場示威在2015年6月19日由青年組織「不要搶劫」發起，示威者最初在埃里溫自由廣場靜坐三天，其後在同月22日遊行至巴格拉米揚大道；隨着亞美尼亞總統在6月27日提出補救措施，示威行動漸漸平息下來，留在巴格拉米揚大道的示威者最終在7月6日被警方驅散。

## 過程

### 三天的靜坐示威

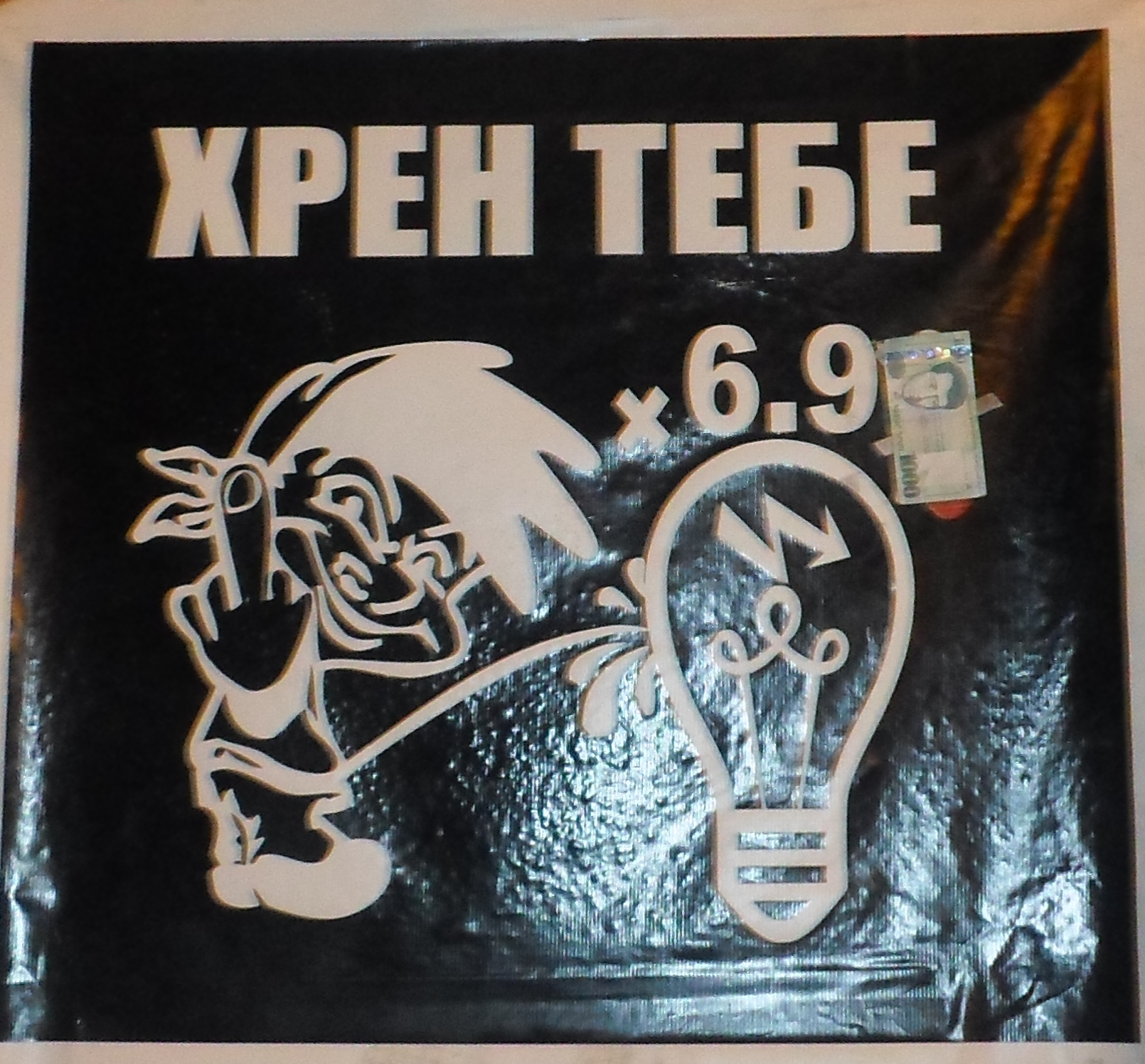
反對電力價格上升的海報，「хрен тебе」意為「操你」

2015年6月17日，亚美尼亚公共服务调节委员会決定把亚美尼亚的电力价格提高6.93德拉姆，升至48.78德拉姆，引起當地人不满；同月19日，亞美尼亞青年组织「不要抢劫」發起示威，數千人在埃里温自由广场抗議，要求當局取消漲價決定。埃里溫警察局副局长要求示威者在晚上11時結束抗議運動，並表示在晚上11時後的示威將會被視為非法，警方有權武力清場；另一邊廂，「不要抢劫」宣佈開始三天的靜坐示威，並要求當局在6月22日晚上7時前取消漲價決定，否則將會遊行至亞美尼亞總統府。6月20日，「不要抢劫」發表聲明，認為示威人士應該是決策者，又呼籲全體亞美尼亞公民參與示威。
在三天的靜坐示威期間，埃里温自由广场上的示威者大多是年輕人，他們有些坐在地毯、紙板、輪胎等物品上，有些則直接坐在地上；示威者手持寫有「高壓電」、「不要搶匪」等語句的標語，現場響起亞美尼亞的愛國歌曲和傳統音樂，又播出一首專門為這個抗議活動而創作的嘻哈歌曲，還有人在示威場地表演亞美尼亞的傳統舞蹈。一名「不要抢劫」成員表示，他們會拒絕與當權者進行任何對話。

### 遊行到巴格拉米揚大道後

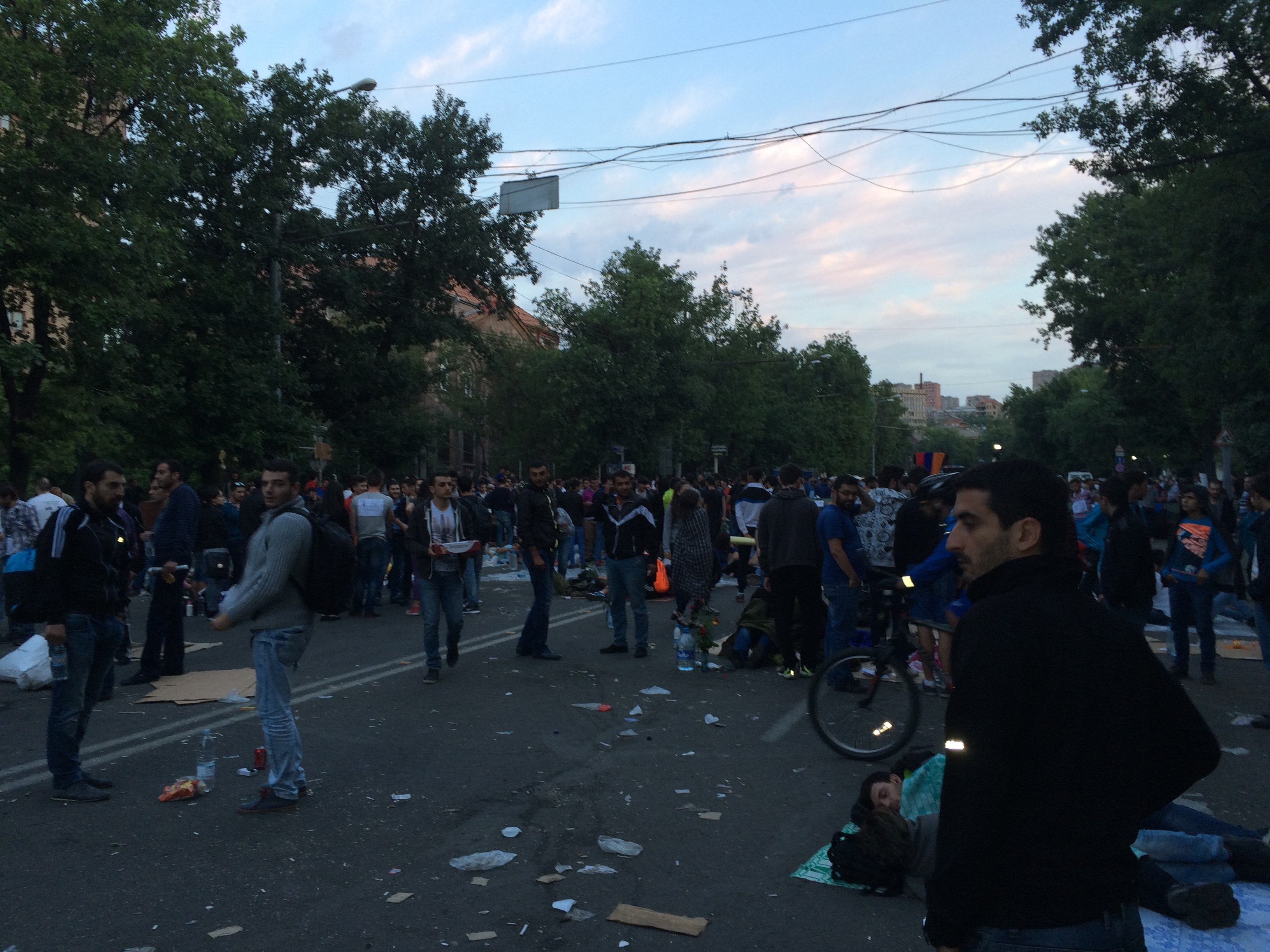
2015年6月26日早上的示威者

2015年6月22日，約5,000名反對電力價格上升的示威者遊行至巴格拉米揚大道，被防暴警察以水砲阻擋，示威者便坐在道路上，阻塞交通；23日早上，防暴警察向示威者發射水砲，部分示威者向警員投擲石塊，警員以警棍還擊。
25人在衝突中受傷，其中12人是警務人員，有記者被人沒收器材；示威者在總統府前方聚集，他們揮舞亞美尼亞國旗，高聲呼叫「恥辱」、「政府搶劫」等口號。部分示威者用垃圾箱來阻擋路面，分隔防暴警察；警方曾拘捕約240名示威者，但亚美尼亚国会不同意拘留人民，故大部分示威者已經獲釋。警方命令示威者在6月24日早上10时前撤离巴格拉米揚大道，示威者在早上10时過後仍未有撤离，但警方沒有武力驱散；亚美尼亚总统謝爾日·薩爾基相提出與示威者代表对话，共同商議解决电力价格问题的辦法，但示威的组织者拒绝與他會面，只要求撤销提升电力价格的决定。
埃里溫警察局副局長其後表示，如果當天晚上再次爆发示威的話，警方將不會以高压水枪等器材驱散示威人士；他又指，假如有执法人员被证实在驱散示威者時觸犯法律，這名执法人员將會被追究责任。6月25日，亚美尼亚总理霍維克·阿布拉哈米揚提出為无保障能力的家庭提供补贴，承諾由有關部門嚴格监督亚美尼亚电网公司的電力价格升幅，又表示政府正制定能源战略计划；但是，阿布拉哈米揚宣佈的措施沒有平息示威情況，巴格拉米扬大道上一度有近万人。6月27日，謝爾日·薩爾基相宣佈将會聘请咨询公司和会计师事务所進行审计工作，評估亚美尼亚电网公司的涨价理由是否成立；他承諾，如果审计的结果顯示涨价的理由未能成立的話，有關决定将被取消，政府也會追究涉事官员。在薩爾基相提出這些措施後，巴格拉米扬大道的示威者數量减少，示威行动也漸漸平息下來。
6月28日，大量在巴格拉米揚大道靜坐的示威者轉到埃里溫自由廣場抗議，但仍有數百人留在大道上。6月30日，兩名反對電力價格上升的示威者在巴格拉米扬大道宣佈绝食，埃里溫警察局副局長前來詢問他們绝食的理由；一名示威人士勸這兩名绝食者不要浪費精力來回答警察局副局長的問題，但兩人最終也有跟他說話。
2015年7月4日，示威運動領袖發出最後通牒，要求政府在7月6日晚上前無條件地完全接受示威者的訴求，否則將會進一步遊行至亞美尼亞總統府。在期限即將屆滿的幾個小時前，警方發聲明警告仍然留在巴格拉米揚大道的示威人士，其後採取行動，驅散大道上的100至200名示威者；示威者們坐在地上，希望令警方的行動更困難，但警方依然完成了驅散行動。46名示威者一度被拘留，其後全數獲釋。

## 分析

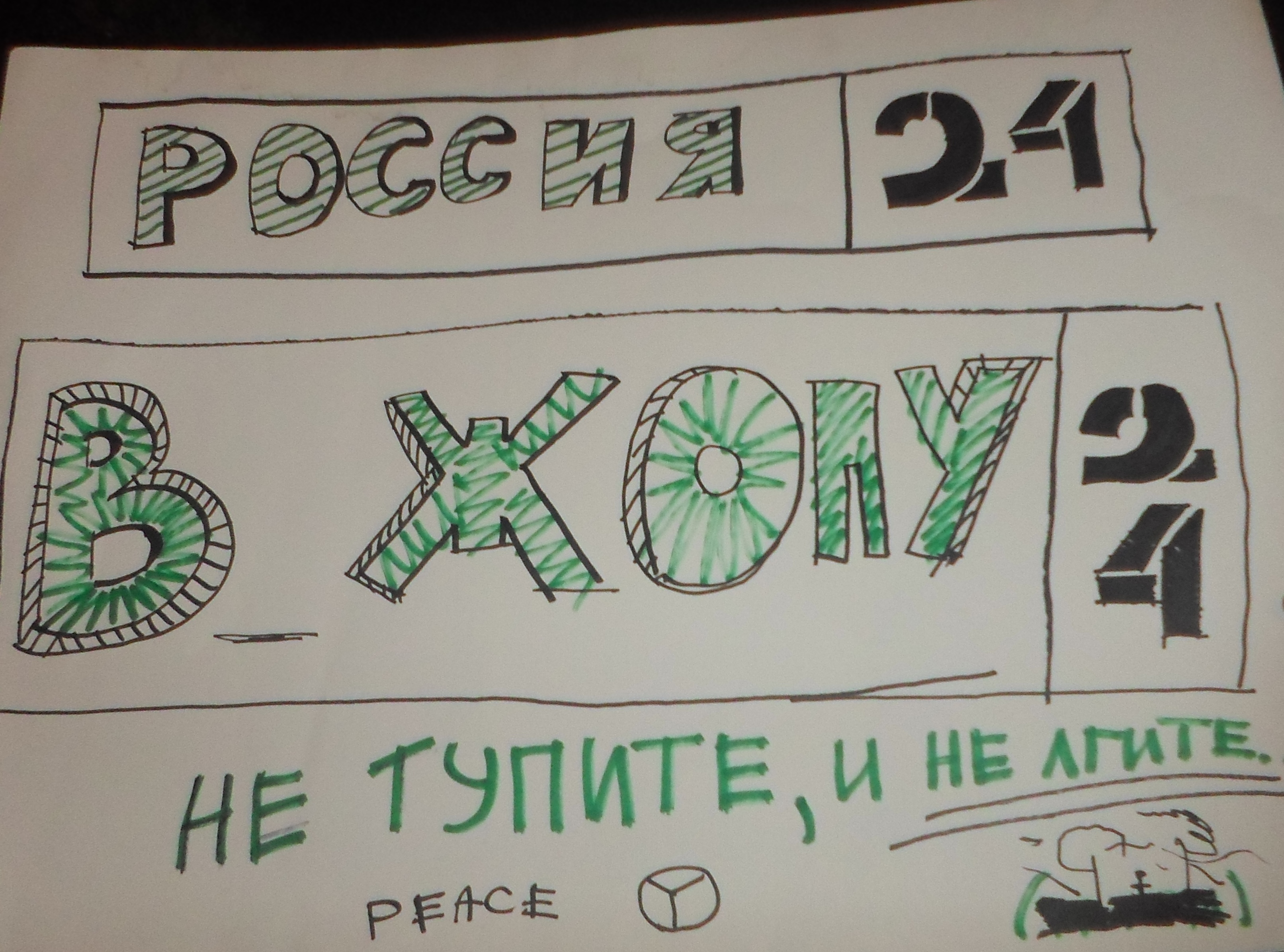
反對電力價格上升的海報，「Россия」指俄羅斯，「в жопу」意為「在屁股上」，「не тупите, и не лгите」意為「別糊塗，別撒謊」

亞美尼亞和俄羅斯之間的雙邊關係密切，當地包括輸電網路在內的不少產業均與俄羅斯的企業有關連。俄羅斯聯邦委員會成員伊戈尔·尼古拉耶維奇·莫罗佐夫把亞美尼亞的抗議運動與烏克蘭危機相提並論，認為亞美尼亞的動盪已經接近武裝政变，又質疑美国驻亚美尼亚大使馆介入是次抗議；但是，一些學者不同意莫罗佐夫的看法，认為亞美尼亞與烏克蘭的示威沒有很多相同之處，又指亞美尼亞的示威沒有明显政治色彩。另一名俄羅斯聯邦委員會成員康斯坦丁·科萨切夫认为亚美尼亚反對電力價格上升的示威帶有颜色革命的迹象。俄羅斯外交部部长拉夫羅夫將亞美尼亞的示威與烏克蘭親歐盟示威運動相提並論，又認為這兩國出現的示威均是源於有人利用经济问题煽动反政府情緒。